# بهبود خانه (مجموعه تلویزیونی)
بهبود خانه (انگلیسی: Home Improvement) یک مجموعهٔ تلویزیونی آمریکایی در ژانر کمدی موقعیت با بازی تیم آلن است که از ۱۷ سپتامبر ۱۹۹۱ تا ۲۵ مه ۱۹۹۹ از ای‌بی‌سی پخش شد و در مجموع با ۲۰۴ قسمت نیم ساعته در هشت فصل پخش شد. این مجموعه توسط مت ویلیامز، کارمن فینسترا و دیوید مک‌فادزان ساخته شده‌است. این مجموعه در دهه ۱۹۹۰، یکی از پربیننده‌ترین سریال‌های کمدی در ایالات متحده بود که جوایز زیادی را از آن خود کرد. این مجموعه حرفه بازیگری تیم آلن را آغاز کرد و شروع کار تلویزیونی پاملا اندرسون بود که برای دو فصل اول بخشی از بازیگران مجموعه بود.